# Gabriel Samolej

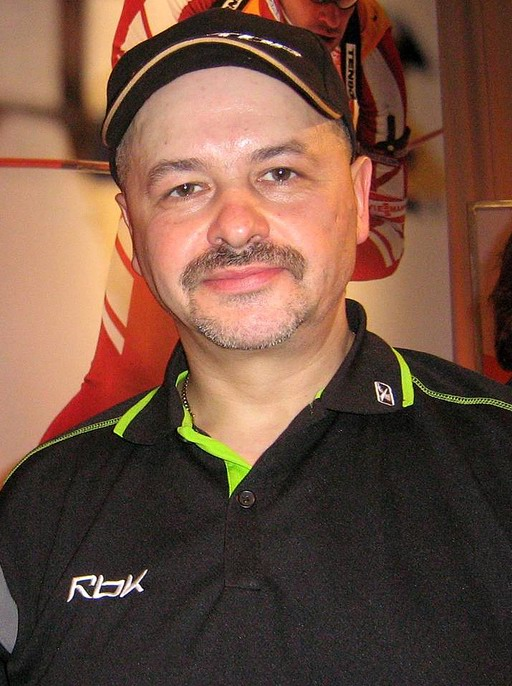
Gabriel Samolej, 2007 r.

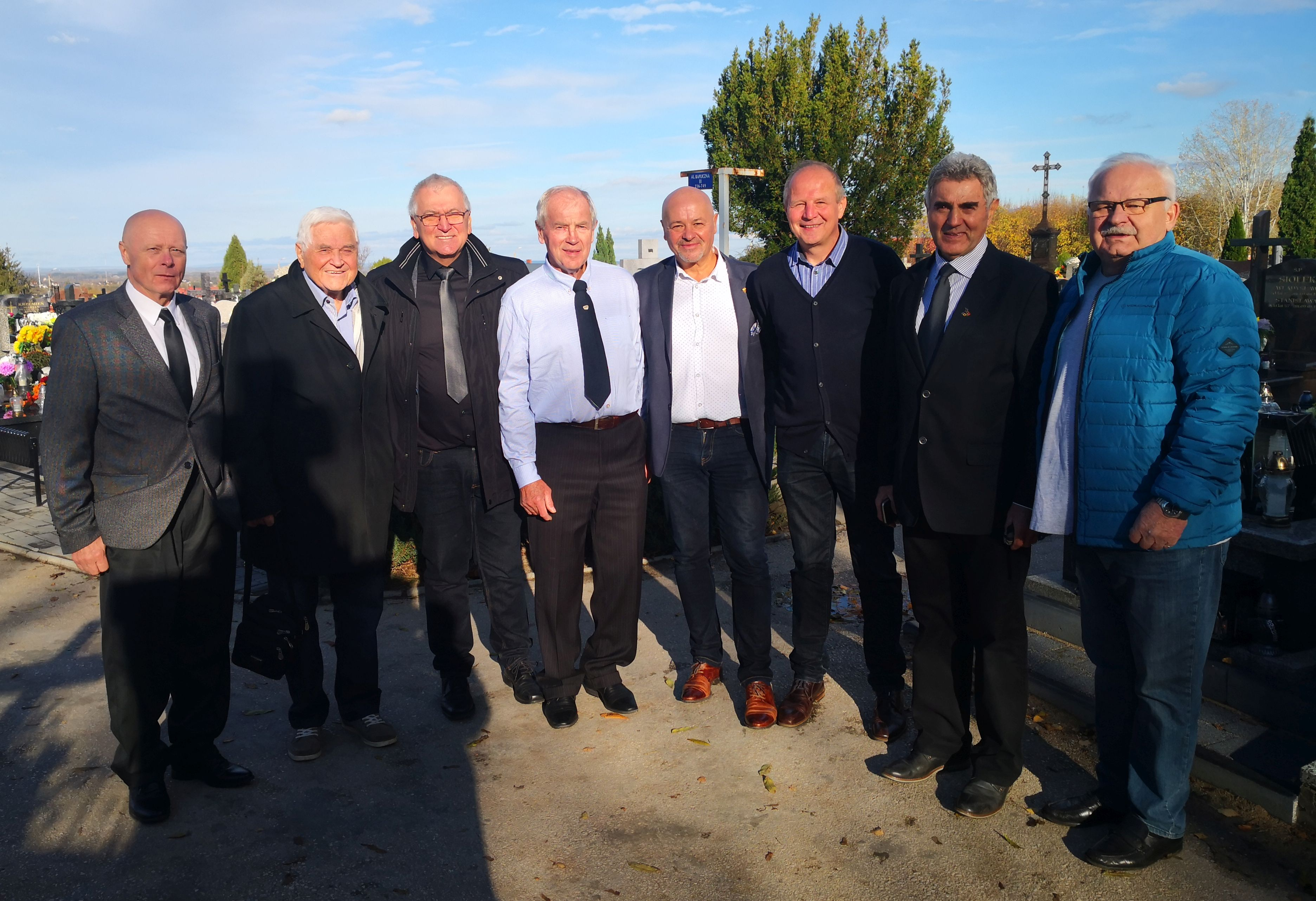
Marek Marcińczak, Leszek Lejczyk, Henryk Gruth, Mieczysław Jaskierski, Gabriel Samolej, Jacek Szopiński, Józef Batkiewicz i Mieczysław Nahuńko (w kolejności od lewej do prawej) uczestniczyli w ostatnim pożegnaniu hokeisty i trenera Jerzego Mruka na cmentarzu w Busku-Zdroju 4 listopada 2023 r.

Gabriel Marian Samolej (ur. 1 czerwca 1961 w Jaśle) – polski hokeista występujący na pozycji bramkarza, trzykrotny olimpijczyk, trener hokejowy.

## Życiorys
Urodził się w Jaśle, skąd dwa tygodnie po narodzinach przeprowadził się wraz z rodziną do Nowego Targu.  Ukończył Zespół Szkół Mechanicznych w Nowym Targu i Studium Trenerskie przy AWF w Katowicach.
Jest wychowanekiem Podhala Nowy Targ (i trenera Franciszka Klocka), w latach 1974–1988 i 1997–1998 bronił barw nowotarskiego klubu, grał również w Polonii Bytom (1988–1992) i Unii Oświęcim (1992–1996). Czterokrotnie zdobywał tytuł mistrzowski (dwa razy z Podhalem) i siedmiokrotnie wicemistrzowski. Łącznie rozegrał 499 spotkań ligowych.
W reprezentacji Polski rozegrał 108 spotkań, wystąpił na trzech Zimowych Igrzyskach Olimpijskich (1984 Sarajewo, 1988 Calgary, 1992 Albertville) i na pięciu turniejach o mistrzostwo świata.
Po wygraniu przez Polskę turnieju mistrzostw świata Grupy B w 1985 i uzyskanym awansie do Grupy A został odznaczony Brązowym Medalem za Wybitne Osiągnięcia Sportowe.
„Mecz życia” rozegrał podczas ZIO w Calgary w 1988 – Polacy przegrali wtedy tylko 0:1 z Kanadą, jest to najniższa porażka Polski w historii z tą drużyną. Amerykański dziennik „USA Today” określił w relacji, że „polskiej bramki strzegł Archanioł Gabriel”.
Po zakończeniu kariery zawodniczej w 1998 nadal był związany z hokejem – początkowo jako pracownik lodowiska nowotarskiego, następnie jako działacz i szkoleniowiec. Bywa także komentatorem meczów hokejowych w TVP i TVP Sport (w tym trzykrotnie podczas Zimowych Igrzysk Olimpijskich).
W wyborach samorządowych 2006 został wybrany na radnego miasta Nowy Targ. W kolejnych wyborach samorządowych 2010 startował do Rady Miasta Nowy Targ z listy Prawa i Sprawiedliwości. Uzyskał 283 głosów i zdobył mandat rady miasta.
W sezonie 2011/2012 był asystentem trenera Jacka Szopińskiego w MMKS Podhale Nowy Targ. W sierpniu 2012 został trenerem bramkarek reprezentacji Polski w hokeju na lodzie kobiet. Ponadto od 2012 rozpoczął współpracę z klubem UKH Dębica, w którym pomaga w szkoleniu bramkarzy.
Został przewodniczącym komisji rewizyjnej Towarzystwa Sportowego Old Boys Podhale.
W wyborach samorządowych 2014 ponownie uzyskał mandat rady miasta Nowy Targ startując z listy KWW Nowotarskie Fair Play oraz bez powodzenia startował w wyborach na burmistrza Nowego Targu.
W 2023 został odznaczony Srebrnym Krzyżem Zasługi.

### Rodzina
Ma trzech braci i siostrę. W 1988 ożenił się. Ma córkę Weronikę i syna Kacpra (ur. 1993), absolwenta SMS I Sosnowiec, który także zawodniczo uprawiał hokej na lodzie.

## Sukcesy
Reprezentacyjne
- Awans do Grupy A mistrzostw świata: 1985, 1987, 1991